# Alphidia
Alphidia is een geslacht van kevers uit de familie bladkevers (Chrysomelidae).
De wetenschappelijke naam van het geslacht werd in 1865 gepubliceerd door Clark.

## Soorten
- Alphidia comitata (Klug, 1833)
- Alphidia cupraria Bechyne, 1948
- Alphidia ifanidianae Bechyne, 1948
- Alphidia laeta Bechyne, 1948
- Alphidia magnifica Duvivier, 1891
- Alphidia nigricornis Fairmaire, 1902
- Alphidia purpurina Fairmaire, 1889